# داغ تپه‌سی
داغ تپه سی مربوط به عصر آهن - دوره اشکانیان دوره ساسانیان است و در شهرستان اردبیل، بخش مرکزی، دهستان بالغلو، روستای نوران واقع شده و این اثر در تاریخ ۲۷ بهمن ۱۳۸۷ با شمارهٔ ثبت ۲۴۵۲۹ به‌عنوان یکی از آثار ملی ایران به ثبت رسیده است.